# Pediopsis kassamensis
Pediopsis kassamensis är en insektsart som beskrevs av Evans 1971. Pediopsis kassamensis ingår i släktet Pediopsis och familjen dvärgstritar. Inga underarter finns listade i Catalogue of Life.